# (34743) 2001 QE80
2001 QE80 (asteroide 34743) é um asteroide da cintura principal. Possui uma excentricidade de 0.17713080 e uma inclinação de 0.68731º.
Este asteroide foi descoberto no dia 16 de agosto de 2001 por LINEAR em Socorro.